# Íñigo López de Mendoza y Mendoza (1546-1601)
Íñigo López de Mendoza y Mendoza (Granada, 1546-Alcalá de Henares, 8 de septiembre de 1601) fue un noble, jurista y diplomático al servicio de Felipe II de España.

## Orígenes familiares
Fue el segundo de los hijos de Íñigo López de Mendoza, IV conde de Tendilla (que tras la muerte de su padre sería III marqués de Tendilla), y su esposa María de Mendoza, hija de Íñigo de Mendoza y Pimentel, IV duque del Infantado. Tuvo otros hermanos y hermanas:
- Luis Hurtado de Mendoza (1543–1604), sucesor de su padre.
- Bernardino (-1580), eclesiástico que llegaría a ser capiscol y canónigo de la catedral de Toledo, abad de Capúa  y de San Pedro de Arena.
- Francisco López de Mendoza y Mendoza, (1547-1623), marqués consorte de Guadalest y almirante de Aragón.
- Enrique (1555-1590), caballero de la orden de Santiago y fallecido siendo estudiante en la universidad de Salamanca.
- Juan Hurtado de Mendoza (1555–1624), gemelo del anterior, casado con Ana de Mendoza y Enríquez de Cabrera, VI duquesa del Infantado.
- Elvira de Mendoza (1565), casada con Pedro de Toledo Osorio, V marqués de Villafranca del Bierzo.[2]
- Pedro González de Mendoza (1555-1616), caballero de la Orden de Malta y prior de Hibernia en la misma, militar.[3]
- Catalina de Mendoza, casada con Alonso de Cárdenas, conde de Puebla del Maestre.

Asimismo, su padre tuvo una hija ilegítima, Catalina de Mendoza (1542-1602) que sería la única mujer profesa jesuita.

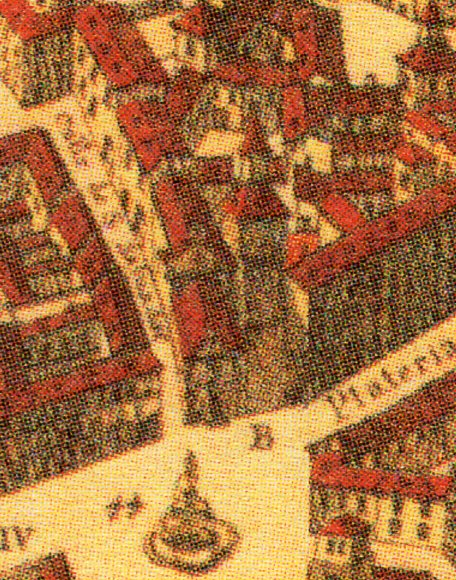
Iglesia del Salvador de Madrid, donde Íñigo fue armado caballero de la Orden de Santiago en 1568 (en el Plano de Teixeira)

## Biografía
Nació y pasó su infancia en la Alhambra de Granada, de donde su abuelo paterno, Luis Hurtado de Mendoza, II marqués de Mondéjar, era alcaide.  Fue bachiller tras sus estudios en la Universidad de Lérida. En 1560 solicitó su ingreso en la orden de Santiago, comenzando las pruebas para su admisión.
Estudio leyes en la universidad de Salamanca, pasando después a la de Alcalá donde llegó al grado de doctor en cánones. Llegó a ser rector en la Universidad de Salamanca en 1564.El 21 de noviembre de 1568 fue armado caballero de la Orden de Santiago en la iglesia del Salvador de Madrid. En la ceremonia le armó caballero su primo segundo Francisco de Mendoza y Fajardo (o Chacón) (-1591), IV conde de Monteagudo de Mendoza y le puso el hábito el licenciado Juan Ramírez.
Hacia 1568 conoció en Madrid a la joven Rafaela Villalverche, aficionada a la música. Rafaela no contaba con familia conocida y había sido prohijada en Madrid por Alonso de Villalverche, de origen francés. Comenzaron a tener relaciones y querer contraer matrimonio. 
El 25 de diciembre del año siguiente y con la oposición familiar contrajo matrimonio con Rafaela Villalverche. Las disposiciones del Concilio de Trento, aplicadas en España desde pocos años antes les fueron favorables ya que no reconocían como impedimento matrimonial la diferencia de estado de los contrayentes.
Tras su matrimonio sufrió prisión por mandato del Consejo de Órdenes, al ser Íñigo caballero de Santiago, siendo finalmente liberado. Hacia 1570 Íñigo renunció al hábito, velándose con Rafaela en la capilla de San Marcos del castillo de Fuentidueña de Tajo que le servía de prisión. Posteriormente el matrimonio pasó a vivir en Uclés. En 1576, la familia de Íñigo consiguió un breve pontificio que permitió que este entrase jesuita en el colegio que la Compañía de Jesús regentaba en Cuenca (Colegio de la Circuncisión) y que Rafaela entrase religiosa concepcionista franciscana en Alcalá de Henares. Transcurridos dos meses abandonaron sendas comunidades religiosas.
Después de este intento de vida religiosa, pasaron a vivir en Alcalá de Henares. Íñigo llegaría a ser catedrático de prima en la universidad de Alcalá.
En 1590 fue elegido por Felipe II para formar parte de la embajada que lideraba Lorenzo IV Suárez de Figueroa y Córdoba, II duque de Feria. Esta embajada fue enviada por el monarca Felipe II a los Estados generales de Francia para defender los derechos de su hija Isabel Clara Eugenia al trono de Francia. Íñigo dirigió a esta asamblea un discurso en latín defendiendo los derechos de Isabel Clara Eugenia. Finalmente, la embajada no obtendría el resultado de su misión.
Posteriormente Íñigo pasó a Flandes, formando parte del consejo de Estado.

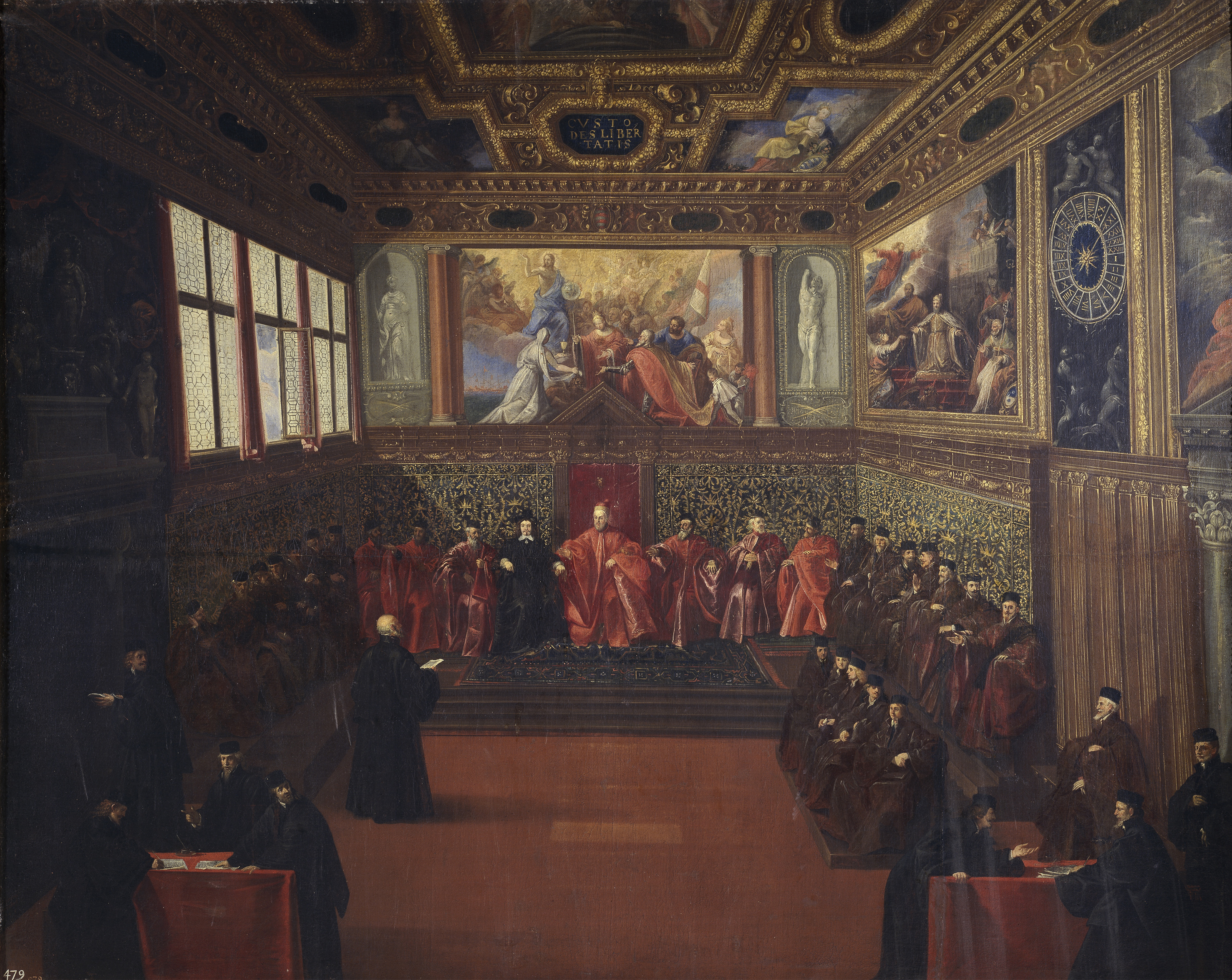
Recepción por el dogo de Alonso de la Cueva, embajador de España ante la República de Venecia en 1604, nueve años después que Íñígo.

En 1595 fue nombrado por Felipe II, su embajador ante la República de Venecia. El nombramiento tendría una gran relevancia, ya que por la muerte del hijo único de su hermano mayor Luis, en un accidente, Íñigo era el presunto heredero de la casa de Mondéjar.
En Venecia viviría con su mujer y uno de sus hijos y la mujer de este. El 18 de septiembre del año siguiente quedó viudo por la muerte de su mujer en esta ciudad. Las honras fúnebres de esta fueron sufragadas por la Serenísima República, muestra de la importancia de Íñigo como embajador español en la ciudad.
Volvió a España en 1600, pasando a profesar en julio del año siguiente en la Compañía de Jesús en Alcalá de Henares y muriendo tres meses, el 8 de septiembre de 1601, después en esa población.

## Matrimonio y descendencia
De su matrimonio con Rafaela Villalverche (después María de Mendoza) tuvo dos hijos varones:
- Íñigo, que sería V marqués de Mondéjar y VII conde de Tendilla tras la muerte de su tío paterno Luis.
- Jorge, nombrado por Felipe III, marqués de Agropoli en el reino de Nápoles.[8] Además llegaría a ser stratigoto de Messina,[9] castellano del Castel Nuovo en Nápoles, gobernador de las provincias napolitanas de Principado Ulterior y de la Calabria Citerior.[10][11]

### Individuales
1. ↑  Fejér, Joseph, S.I. «Catalogus Pars II Assistentia Hispaniae Lusitaniae et ab anno 1608 Galliae». Defuncti primi saeculi Societatis Iesu (en latín) (Roma: Curia Generalicia de la Compañía de Jesús e Institutum Historicum Societatis Iesu): 146.
2. ↑  Nobleza española por Juan Miguel Soler Salcedo.
3. ↑  Quirós Rosado, Roberto. «Pedro González de Mendoza». Diccionario biográfico español. Real Academia de la Historia.
4. ↑  Esperabé Arteaga, Enrique (1917). Historia pragmática e interna de la Universidad de Salamanca II. p. 9.
5. ↑  «Institución - Colegio de la Circuncisión de Cuenca (España)». Portal de Archivos Españoles.
6. ↑  Cabrera de Córdoba, Luis (1857). «De Valladolid, 28 de julio de 1601». Relaciones de las cosas sucedidas en la corte de España, desde 1599 hasta 1614. Imprenta de J. Martín Alegria. p. 109. Consultado el 21 de noviembre de 2024.
7. ↑  Cabrera de Córdoba, Luis (1857). «De Valladolid, 26 de septiembre de 1601». Relaciones de las cosas sucedidas en la corte de España, desde 1599 hasta 1614. Imprenta de J. Martín Alegria. p. 109. Consultado el 21 de noviembre de 2024.
8. ↑  Ramos, Antonio (1777). Aparato para la correccion, y adicion de la obra que publicó en 1769 el Joseph Berní y Catalá ... con el título Creacion, antiguedad, y privilegios de los títulos de Castilla. p. 273. ISBN 978-3-368-11515-9.
9. ↑  Colección de documentos inéditos para la historia de España 44. Academia de la Historia. 1864. p. 381. Consultado el 5 de marzo de 2024.
10. ↑  Iglesias), Luis de Salazar y Castro, Baltasar Cuartero y Huerta, Antonio de Vargas Zúñiga y Montero de Espinosa (Marqués de Siete; historia, Real Academia de la. Índice de la colección de don Luis de Salazar y Castro. Tomo X.. Real Academia de la Historia. p. 401. Consultado el 5 de marzo de 2024.
11. ↑  Cárdenas, Juan Román de (1690). Noticias genealogicas del linage de Segovia, continuadas por espacio de seiscientos años. Por don Juan Roman y Cardenas. p. 435. Consultado el 5 de marzo de 2024.